# Gura
Gura o Gura'e (en tigriña: ጉራዕ) es un asentamiento en la Región del Sur de Eritrea, en el noreste de África. Se encuentra en el valle homónimo en la meseta eritrea. Se encuentra a unos 9 kilómetros (5,6 mi) al sudeste de Dekemhare y a unos 32 kilómetros (19,9 mi) al SSE de la capital Asmara.

## Historia

### Inicios

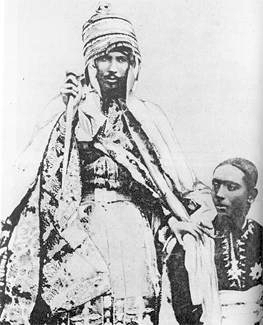
Emperador Juan IV de Etiopía, vencedor en Gura.

Gura se desarrolló como un mercado en el sitio actual desde el siglo XVII. Se encontraba al otro lado de una ruta de caravanas que unía el Tigray con el puerto de Massawa en el Mar Rojo a través de los ríos Alighede y Mareb.

### SigloXIX
Durante la guerra etíope-egipcia del siglo XIX, Gura (y la cercana Khaya Khor) fue el sitio de dos importantes fuertes del Jedivato egipcio y, posteriormente, escenario de una gran victoria etíope sobre sus habitantes en 1876. El comandante egipcio Ratib Pasha tenía la intención de permanecer dentro de la seguridad de la fortaleza de Gura, pero su jefe de personal estadounidense Loring Pasha (el antiguo brigadier confederado William Loring) lo avergonzó y lo llevó a una confrontación directa con la principal fuerza etíope. La posterior derrota puso fin a la hegemonía egipcia sobre Eritrea y el litoral del Mar Rojo, y dejó abierta la posibilidad de que los franceses pudieran colonizar toda la región y pusieran en peligro las rutas británicas a través del canal de Suez.
Tras la ocupación de Egipto por parte de Gran Bretaña y el levantamiento del Mahdi en Sudán, el fuerte egipcio de Gura se encontraba entre los detallados en el tratado tripartito de Hewett de 1884. El tratado, firmado en Adua y ratificado por la reina Victoria, obligaba al imperio etíope a supervisar la evacuación de las guarniciones egipcias expuestas en Eritrea y el sur de Sudán a través del puerto de Massawa a cambio del suministro de armas y municiones de las guarniciones, el reconocimiento de su soberanía sobre las tierras de los bogos, esencialmente, las tierras altas de la Eritrea moderna, que los etíopes organizaron como Hamasien, y otras concesiones. Durante este período, Gura sirvió como capital de Ras Alula de la provincia etíope de Hamasien antes de su traslado a Asmara. Sin embargo, una vez que Etiopía cumplió con su parte del trato, la preocupación británica por la rápida expansión francesa desde su colonia en Tadjoura (actual Yibuti) los llevó a apoyar abiertamente la ocupación de Massawa por parte del Reino de Italia y el establecimiento de la Eritrea italiana en las antiguas tierras egipcias. Gura fue ocupada por Bahta Hagos, aliado italiano, en 1889. La batalla de Adua, que puso fin a la Primera Guerra Italo-Etíope, evitó que se anexionara la totalidad de Etiopía, pero los italianos mantuvieron el control de Gura y otras ciudades en las antiguas tierras altas de Egipto.

### SigloXX
Bajo el protectorado italiano, Gura permaneció sin mayor desarrollo hasta que Benito Mussolini comenzó a aumentar la presencia militar italiana en preparación para la segunda invasión de Etiopía. Gran parte de la antigua ciudad fue desmantelada para establecer una base militar, que sirvió como el principal aeródromo para el frente norte de la guerra. En tal situación, la base se vio muy involucrada en el uso italiano de armas químicas aerotransportadas, como el gas mostaza, durante el conflicto.
Durante los primeros meses de la Segunda Guerra Mundial, los italianos utilizaron el aeródromo para atacar con éxito el Sudán anglo-egipcio y ocupar la ciudad de Kasala.
Una vez capturado por las fuerzas aliadas durante la campaña de África Oriental de la Segunda Guerra Mundial, Gura albergó una base de apoyo de la Real Fuerza Aérea Británica (RAF) y un hospital de campaña australiano. Como complemento a la Ley de Préstamo y Arriendo, se estableció una expansión secreta de la base (denominado Proyecto 19) con el gobierno de Estados Unidos.

#### Misión de bombardeo italiana en 1943
En mayo de 1943, dos aviones SM.75 GA emprendieron una misión de bombardeo, la única realizada por un SM.75, destinada a destruir bombarderos estadounidenses almacenados en la base aérea de Gura. Para alcanzar el objetivo, que superaba los 3 kilómetros (1,9 mi) de distancia, los dos S.75 GA, con registro civil I-BUBA e I-TAMO, pero renombrados para uso militar con los números de serie MM.60539 y MM.60543, respectivamente, estaban fuertemente cargados con 11 kg de combustible y un sistema modificado de puntería de bombas "Jozza" y una bahía de bombas capaz de transportar 1,2 kg de bombas. 
La misión comenzó a las 06:30 horas del 23 de mayo de 1943 desde Rodas, la base de la Regia Aeronautica más oriental en ese momento. Uno de los aviones se desvió para bombardear Puerto Sudan, mientras que el otro avanzó en solitario y llegó a la base aérea de Gura, que estaba fuertemente defendida a pesar de estar muy por detrás de la línea del frente, a las 18:45 horas y lanzó sus bombas. Aunque una bomba no cayó y permaneció a bordo, presentando la amenaza de una explosión, la misión tuvo éxito y el avión regresó a Rodas.
Desde principios de 1943, el aeropuerto se utilizó principalmente para el mantenimiento y reparación de aviones estadounidenses, enviados directamente desde el continente americano para apoyar a los Aliados en Europa.
Además, se estableció una enorme base aérea mantenida por 2.000 empleados estadounidenses de Johnson, Drake & Piper, junto con un número igual de italianos y eritreos contratados o reclutados. La instalación, operada por empleados de Douglas Aircraft, recibió aviones de la RAF dañados que navegaron por el Mar Rojo hasta Massawa y se transportaron por tierra, y los repararon para regresar al frente del norte de África por sus propios medios.
Tras el fin de la guerra, Eritrea se incorporó a la Etiopía restaurada de Haile Selassie. Los administradores británicos ya habían desmantelado la base aérea de Gura, dejando solo la pista. Sin un aeropuerto y ahora fuera de las principales líneas de transporte y comunicación, la comunidad se vio eclipsada por la cercana Dekemhare. Sin embargo, como aliado de los Estados Unidos durante la Guerra Fría, la Etiopía imperial pudo albergar aviones de reconocimiento estadounidenses en el sitio durante el inicio del separatismo eritreo. La operación cesó con el derrocamiento del imperio por parte del Derg comunista en la década de 1970, cambiando el bando de Etiopía en la Guerra Fría.
Si bien el Frente Popular de Liberación de Eritrea (FPLE) demostró tener un éxito cada vez mayor y comenzó a controlar la mayor parte del país actual, el Derg continuó controlando áreas de las tierras altas y, después de su derrota en la Segunda Batalla de Massawa en 1990, continuó usando napalm y bombas de racimo contra la ciudad. El final del conflicto y el reconocimiento de Adís Abeba se aseguró con la victoria del FPLE en una importante batalla de tanques en el valle alrededor de Gura el 20 de mayo de 1991.